# Добрушина, Нина Роландовна
Ни́на Рола́ндовна Добру́шина (род. 28 сентября 1968, Москва) — российский лингвист, доктор филологических наук, специалист по лингвистической типологии, семантике, социолингвистике, русскому и кавказским языкам. С 2017 по 2022 год — заведующая Международной лабораторией языковой конвергенции в НИУ ВШЭ.

## Биография
Родилась в семье учёных — математика Роланда Добрушина и русиста-диалектолога Софьи Пожарицкой.
В 1985—1991 годах училась на отделении русского языка и литературы филологического факультета МГУ, в 1991—1994 годах — в аспирантуре РГГУ. В 1995 году на филологическом факультете МГУ защитила кандидатскую диссертацию «Принципы и методы системного лексикографического описания междометий» (руководитель Г. Е. Крейдлин).
Стажировалась в Университете Антверпена, Университете Хельсинки, Collegium de Lyon. Участвовала в проекте «Всемирный атлас языковых структур» (разделы об императиве и оптативе). С 2004 года преподаёт в Высшей школе экономики.
Начиная с 1988 года принимала участие в лингвистических экспедициях кафедры теоретической и прикладной лингвистики филологического факультета МГУ на Кавказ, в том числе по изучению сванского (сс. Чини, Мулахи), мегебского (село Мегеб), аварского (село Согратль), годоберинского (село Годобери), багвалинского (село Кванада), цахурского (село Мишлеш), арчинского (с. Арчиб) и других языков.
Является инициатором и руководителем проекта, посвящённого исследованию многоязычия и языковых контактов в Дагестане и разработке Атласа многоязычия Дагестана. Также участвует в проекте, посвящённом исследованию устьянского говора русского языка и созданию корпуса данного идиома (Ustja River Basin Corpus), в разработке Образовательного портала Русского корпуса, в проекте описания мегебского языка даргинской группы.
17 ноября 2016 года в Институте русского языка им. В. В. Виноградова РАН защитила докторскую диссертацию на тему «Семантика косвенного наклонения: корпусное исследование грамматической полисемии». В том же году диссертация была опубликована Animedia Company в виде электронной монографии.
С 2017 года по 2022 год возглавляла Международную лабораторию языковой конвергенции, созданную на базе Школы лингвистики НИУ ВШЭ; научным руководителем лаборатории стала Джоханна Николс. В 2022 году уехала из России. Работает в CNRS.
Член Ассоциации лингвистической типологии. В 2023 году избрана членом Европейской академии по секции лингвистики.

## Основные труды
- Michael Daniel, Nina Dobrushina & Dmitry Ganenkov (eds.). The Mehweb language: Essays on phonology, morphology and syntax (Languages of the Caucasus 1). Berlin: Language Science Press, 2019.
- Добрушина Н. Р. Сослагательное наклонение в русском языке: опыт исследования грамматической семантики. Praha: Animedia Company, 2016. ISBN 978-80-7499-231-5, ISBN 978-80-7499-251-3[10]
- Два века в двадцати словах / Отв. ред.: М. А. Даниэль, Н. Р. Добрушина. М.: Издательский дом НИУ ВШЭ, 2016.
- Национальный корпус русского языка и проблемы гуманитарного образования / Под общ. ред. Н. Р. Добрушиной. М.: Издательский дом ГУ-ВШЭ, 2007.
- Кибрик А. Е. и др. (ред.) Багвалинский язык. Грамматика. Тексты. Словари. М.: Наследие, 2001. — ряд разделов
- Кибрик А. Е., Тестелец Я. Г. (ред.) Элементы цахурского языка в типологическом освещении. М.: Наследие, 1999. — ряд разделов
- Kibrik A. (ed.). Godoberi. Lincom Europa, 1996. — ряд разделов